# Гуменний Віктор Леонідович
Віктор Леонідович Гуменний — доцент кафедри археології та спеціальних галузей історичної науки, заступник декана історичного факультету Львівського національного університету імені Івана Франка з навчально-методичної роботи.
Народився у м. Тернопіль.

## Навчання та професійна діяльність
У 2010 році закінчив Тернопільську спеціалізовану школу № 29 із поглибленим вивченням іноземних мов.
2010—2014 рр. — історичний факультет Львівського національного університету імені Івана Франка, бакалавр історії.
2014—2015 рр. — історичний факультет Львівського національного університету імені Івана Франка, магістр історії.
2015—2018 рр. — аспірантура, Львівський національний університет імені Івана Франка, спеціальність 07.00.02 — Всесвітня історія.
З листопада 2017 — старший лаборант кафедри археології та спеціальних галузей історичної науки.
З вересня 2018 року — асистент кафедри археології та спеціальних галузей історичної науки (з вересня 2019 року — за основним місцем праці).
Кандидат історичних наук (2019). Тема дисертації: «Римська імперія і Парфія: політичні та військові контакти (кінець І ст. до н. е. — початок ІІІ ст. н. е.)», спеціальність: 07.00.02 — Всесвітня історія, науковий керівник: доцент, кандидат історичних наук О. Г. Бандровський.
Автор понад 30 наукових праць присвячених історії Римської імперії, Парфії, історії Близького Сходу та Вірменії в античну добу.
У 2018—2020 учасник ряду міжнародних форумів, семінарів та конференцій у Польщі, Німеччині, Швейцарії, Чехії. У 2018 р. — учасник 24-го Міжнародного конгресу з вивчення Римського Лімесу (Limes Congress — International Congress of Roman Frontier Studies).

## Основні наукові праці
Дисертації:
- Римська імперія і Парфія: політичні та військові контакти (кінець І ст. до н. е. — початок ІІІ ст. н. е.). Дисертація на здобуття наукового ступеня кандидата історичних наук. — Львів, 2018.[2]

Вибрані статті, тези, матеріали:
1. Східна місія Германіка Цезаря (18-19 рр. н. е.) крізь призму офіційних актів сенату. Наукові  праці  історичного  факультету  Запорізького національного університету. Запоріжжя, 2015. Випуск 44. Том.2. С. 28-31.
2. Внутрішньополітична боротьба в Царстві Аршакідів і східна політика Риму (епоха  Августа  і  Тіберія). Східний  світ.No2-3.  Київ: Інститут сходознавства імені А. Ю. Кримського НАН України, 2016. С. 11-16.
3. Храм Марса Месника (Templum Martis Ultoris) та офіційна пропаганда східної політики Риму в епоху Августа. Наукові праці історичного факультету Запорізького національного університету. Запоріжжя, 2016. Випуск 45. Том.2. С. 124—128.
4. Східне прикордоння  і  зовнішня  політика  Риму  у  ІІ –на початку  ІІІ  ст.  н. е.:  стан  і    перспективи  археологічних  досліджень. Вісник Інституту археології. Львів: ЛНУ імені Івана Франка, 2016. Випуск 11. С. 36-48.
5. Провінційна адміністрація та  східна  політика  Римської імперії в епоху Юліїв-Клавдіїв. Актуальні  проблеми  вітчизняної  та  всесвітньої історії. Харків: ХНУ імені В. Н. Каразіна, 2016. Випуск 19. С. 20-27.
6. Образ Парфянських  кампаній  Антонінів  і  політична пропаганда  Римської  імперії  у  ІІ  ст.  н.  е. Проблеми  гуманітарних  наук. Серія «Історія». Дрогобич, 2016. Випуск 38. С. 219—233.
7. Офіційна пропаганда і східна політика Римської імперії у першій половині І ст. н. е. (за нумізматичними джерелами). Актуальні проблеми вітчизняної та   всесвітньої   історії: збірник.   наукових   праць   Рівненського державного гуманітарного університету. Рівне, 2016. Випуск 28. С. 190—202.
8. Римська військова присутність у Дура-Европос в контексті парфянських  кампаній  Северів. Проблеми  гуманітарних  наук.  Серія  «Історія». Дрогобич, 2017. Випуск 40. C. 184—196.
9. Антикознавчі студії Казімєжа Міхаловського у Львівському університеті міжвоєнного періоду. Археологічні дослідження Львівського університету. Львів, 2016. Випуск 20. С. 93-109.
10. Senatus consultum de Cn. Pisone patre у контексті взаємин Римської імперії та Парфії на початку І ст. н. е. Стародавнє Причорномор'я. Одеса, 2016. Вип. XI. С. 156—162.
11. Військові гарнізони на території Близького Сходу і парфянські кампанії Риму у ІІ — на початку ІІІ ст.н.е (за епіграфічними джерелами. Стародавнє Причорномор'я. Одеса, 2018. Випуск XIІ. C. 166—171.
12. Парфянські кампанії доби Северів та офіційна пропаганда Римської імперії наприкінці ІІ — на початку ІІІ ст. н. е. Laurea III. Античный мир и Средние века. Харків, 2019. С. 48-51.
13. «Tumultus Iudaicus»? Парфянська кампанія Траяна та повстання 116—117 рр. н. е. у Месопотамії. Старожитності. Харківський історико-археологічний щорічник. Том 16 (2018). Харків, 2019. С. 8-17.
14. Euphr. і окремі проблеми римської військової присутності на території Сирії впродовж першої половини ІІІ ст. н. е. История античного мира и средневековья в университетах Украины. К 40-летию кафедры истории древнего мира и средних веков ХНУ имени В. Н. Каразина. Тезисы докладов Международной научной конференции (Харьков, 25–26 октября 2018 г.). Харків, 2018. С. 24-28.
15. «Зайняв Фраат престол Кіра»: образ Парфії і пам'ять про Ахеменідів в римській літературній традиції доби Августа.XXI Сходознавчі читання А. Кримського. Тези доповідей міжнародної наукової конференції (17-18 листопада 2017 р.). Київ: Інститут сходознавства імені А. Ю. Кримського НАН України, 2017. С. 10-11.
16. Garrisons of Syria and Rome's military strategy during the late second-early third centuries CE Parthian campaigns: the case of Dura-Europos. 24.International Limes Congress. Serbia, September 2018. Book of Abstracts. Belgrade,2018. P. 47.
17. Depicting Imagined Victories: Visual Representation of the Parthian theme in Early Imperial Roman Coinage. PECLA 2019. Visual culture in classical world. Book of abstracts. 16-17.12.2019. Celetna 20, Prague. Prague, 2019. P.17-18.